# 菲鲁兹
菲鲁兹 （阿拉伯语：‎）（1935年11月21日—），本名努哈德·瓦迪阿·哈黛德（阿拉伯语：‎），是一位享誉阿拉伯世界的黎巴嫩歌手， 她的歌曲在阿拉伯地区有极高的知名度。
菲鲁兹首次被广泛关注是在巴尔贝克国际艺术节，在期间她演唱了诸多歌曲。通过连续多年在该艺术节的“黎巴嫩之夜”进行表演，菲鲁兹蜚声乐坛。她被誉为“来自星星的大使”，“阿拉伯人的大使”，“月亮的邻居”，“黎巴嫩的宝石”。

## 个人生活
菲鲁兹出生在一个黎巴嫩东正教家庭。 信仰东正教，嫁给了塑造其音乐生涯的拉赫巴尼兄弟中的埃辛·拉赫巴尼。  她同时也是黎巴嫩作曲家，钢琴家，剧作家齐亚德·拉赫巴尼，后期导演拉亚勒·拉赫巴尼，黎巴嫩导演丽玛·拉赫巴尼，以及哈雷·拉赫巴尼的母亲。

## 生平

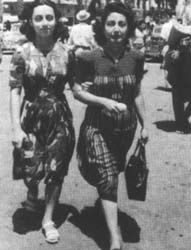
菲鲁兹（努哈德·哈黛德）和母亲丽莎·阿勒-布斯坦尼，1945年摄于贝鲁特烈士广场。

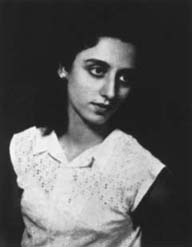
1946年的菲鲁兹。

努哈德·哈黛德于1934年11月20日出生在一个黎巴嫩马龙教派家庭。 不久后全家迁到贝鲁特一条名叫祖高格·阿勒巴拉特的鹅卵石街道。全家住在一间一居室的黎巴嫩式的石头房中，与邻居共用着厨房，家的对面是贝鲁特东正教牧首学校。她的父亲瓦迪阿是一位信仰叙利亚东正教的黎巴嫩人， 在一家印刷房做排版。 她的母亲，丽莎·阿勒-布斯坦尼也是一位黎巴嫩人，但是信仰基督教马龙教派，负责在家照看她的四个孩子：努哈德，优素福，胡达和阿玛勒。
十岁时，努哈德已经因为她的独特嗓音而闻名学校。她定期会在学校的演出和假日演唱。并在1950年2月的一次演出上，得到了黎巴嫩音乐学院老师同时也是音乐家的穆罕默德·福莱菲勒的注意。穆罕默德十分欣赏她的嗓音和表演，于是建议她报考音乐学院。一开始，努哈德保守的父亲不支持把他送到音乐学院；最终，在要求弟弟与其一同入学的条件下，父亲同意了努哈德的请求。

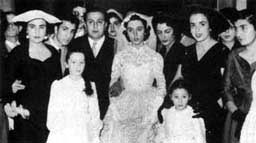
菲鲁兹与埃辛·拉赫巴尼的婚礼期间与家人的合照，1955年摄于东正教圣母领报堂。

穆罕默德·福莱菲勒十分关注培养努哈德的天分。此外，他还教授她背诵古兰经。一次机缘巧合，努哈德的歌声吸引了黎巴嫩电台负责人，同时也是杰出音乐家的哈利姆·阿勒-鲁米（著名黎巴嫩歌手马吉达·鲁米的父亲）的注意。鲁米也十分欣赏她的嗓音，并发现她的歌声有一种罕见的灵活性，能够自由地在阿拉伯唱法与西方唱法之间切换。在努哈德的请求下，鲁米安排她在贝鲁特电台做一名和声歌手，并为她专门写了几首歌曲。鲁米还为她选了“菲鲁兹”——阿拉伯语的绿松石一词——作为她的艺名。
不久后，菲鲁兹被推荐给了同在电台工作的音乐家拉赫巴尼兄弟——埃辛和曼苏尔，二人发掘了她的天赋。爱情的化学试剂很快就开始发酵，埃辛开始为菲鲁兹作曲，其中就包括“告诫（Itab）”这首让菲鲁兹名扬阿拉伯世界的歌曲。1955年1月23日，菲鲁兹与埃辛步入了婚姻的殿堂。

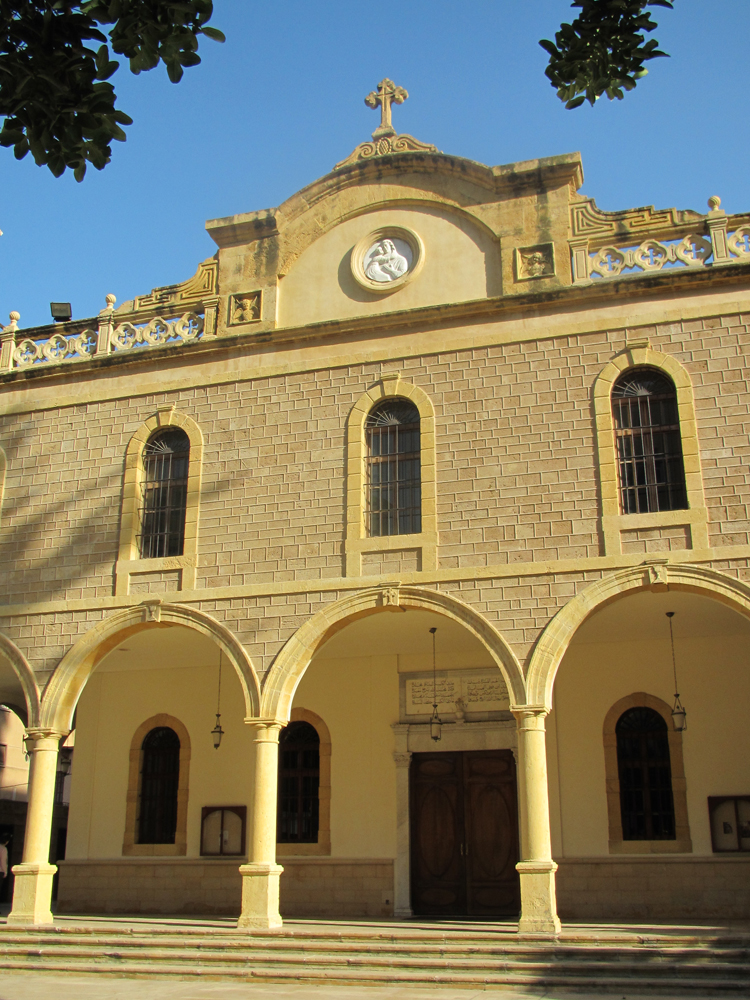
菲鲁兹结婚典礼所在的教堂，位于贝鲁特阿什拉斐叶区。

菲鲁兹与埃辛育有四位子女：黎巴嫩作曲家，钢琴家，剧作家齐亚德·拉赫巴尼，后期导演拉亚勒·拉赫巴尼（1987年死于脑卒中），黎巴嫩导演丽玛·拉赫巴尼，以及哈雷·拉赫巴尼（自幼因脑膜炎全身瘫痪）。

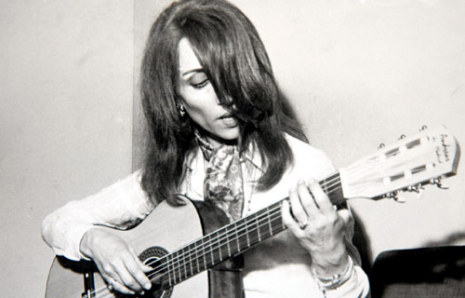
70年代的菲鲁兹。